# Klarbult
Klarbult (Aphia minuta) är en liten, genomskinlig fisk i familjen smörbultar.

## Utseende
En liten fisk, den blir högst 8 cm lång, som har större delen av kroppen genomskinlig, gärna med en rödaktig ton. Huvud och fenor är dock pigmenterade. Hanen är längre än honan, och har också längre rygg- och analfenor.

## Vanor
Arten lever pelagiskt i stim på djup mellan 5 och 80 m, i undantagsfall djupare. Föredrar mjuka bottnar (sand eller gyttja), gärna bevuxna med bandtång (Zostera sp.). Fisken vistas nära kusten och kan även gå in i bräckt vatten. Livnär sig av djurplankton, i synnerhet pungräkor, rankfotinglarver och hoppkräftor.

### Fortplantning
Klarbulten leker under sommaren och lägger ägg i tomma musselskal. Föräldrarna dör efter leken.

## Utbredning
Utbredningsområdet är lokaliserat till östra Atlanten från mellersta Norge, runt Brittiska öarna, via Skagerack, Kattegatt och Öresund till Marocko. Går in i Medelhavet, Svarta havet och Azovska sjön.